# Skulptura Dobro more
Skulptura Dobro more rad je riječkog umjetnika Vjekoslava Voje Radoičića. Smještena je na Pavlinskom trgu u Rijeci, a otkrivena uoči Dana zaštitnika grada sv. Vida 14. lipnja 2012. godine. 

## Opis
Skulptura Dobro more izrađena je od metala, oslikana akrilnim bojama i teži oko 500 kilograma. Visoka je oko četiri metra, duga oko dva metra, a širine je oko jedan metar. Voju Radoičića za izradu skulpture angažirao je Grad Rijeka, a umjetnik je u svoje rješenje uklopio i sliku koja se prostire na 170 četvornih metara pročelja zgrade, u pozadini skulpture na Pavlinskom trgu. U realizaciju ovog projekta, Grad Rijeka uložio je oko 940 tisuća kuna.
Arhitekt Vladi Bralić sa suradnicima Arhitektonsko-građevinskog atelje-a d.o.o. iz Rijeke predložio je smještaj skulpture u prostoru te oblikovanje njenog postolja.